# Friedrich Karl Joseph von Erthal

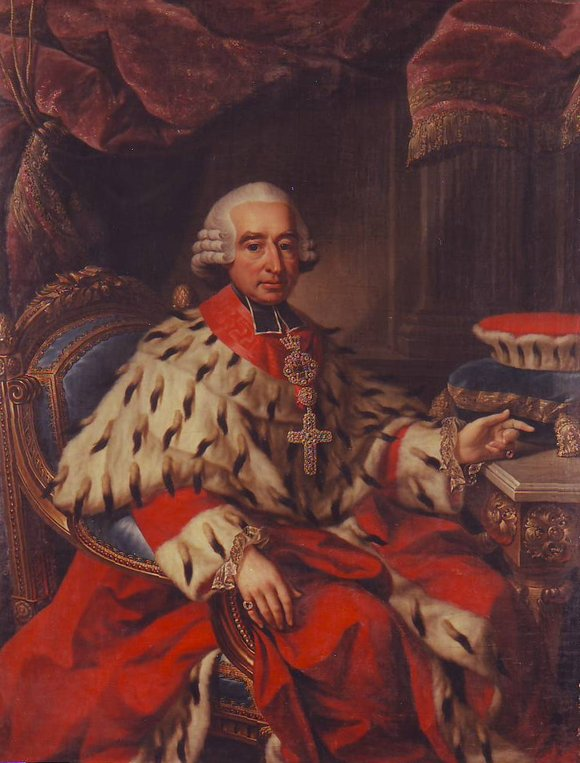
Friedrich Karl Joseph von Erthal, Erzbischof und Kurfürst von Mainz (1786)

Friedrich Karl Joseph Reichsfreiherr von Erthal (* 3. Januar 1719 in Mainz; † 25. Juli 1802 in Aschaffenburg) war von 1774 bis 1802 der vorletzte Kurfürst und Erzbischof von Mainz sowie Fürstbischof von Worms.
In seine Amtszeit fällt der Beginn des Untergangs des alten Kurstaates und des Erzbistums Mainz. Sein jüngerer Bruder Franz Ludwig von Erthal war Fürstbischof von Würzburg und Bamberg. Sein älterer Bruder Lothar Franz von Erthal (* 12. November 1717 in Mainz; † 4. Dezember 1805 in Aschaffenburg) war kurmainzischer Obersthofmeister und Hofgerichtspräsident sowie Gouverneur von Aschaffenburg.

## Vorgeschichte und Bischofswahl
Erthal wurde als Sohn von Philipp Christoph von und zu Erthal aus dem fränkischen Adelsgeschlecht von Erthal und dessen Frau Maria Eva von Bettendorff in Mainz geboren. Sophie von Coudenhoven, deren Mutter Charlotte Sophie von Hatzfeldt, geborene Bettendorf, seine Cousine war, wurde seine Vertraute am Mainzer Hof. Sein Vorgänger, Erzbischof Emmerich Joseph von Breidbach-Bürresheim, hatte Ideen der Aufklärung in seine Amtszeit eingebracht und war daher im Volk ungeheuer populär gewesen. Nach seinem Tod war das Mainzer Domkapitel in zwei Lager gespalten: Der eine Teil repräsentierte die Reformaufgeschlossenheit der Aufklärung, der weitaus größere andere Teil stand für die sofortige Restauration.
Direkt nach dem Tod des Erzbischofs Emmerich Joseph erfolgten die ersten Maßnahmen, in den Lehr- und Klosteranstalten des Erzbistums die Aufklärung zurückzudrängen. Damit beauftragt war auch der Domkustos Friedrich Karl Joseph von Erthal. Dieser wurde am 18. Juli 1774 zum neuen Erzbischof gewählt, was die Bürger befürchten ließ, die Aufklärung falle nun wieder in sich zusammen. Erthal, wenig später auch zum Bischof von Worms gewählt, hob aufklärungsfeindliche Personen auf wichtige Posten, z. B. auf den Stuhl des Präfekten für das Schulwesen. Somit verhinderte er die Aufnahme aufklärerischer Lehrer an den Schulen.
Reichspolitisch hatten sich sowohl der Nuntius des Papstes, als auch Kaiser Joseph II. ausgerechnet, dass Erthal eine Verbesserung der Beziehungen bringen würde. Doch dies trat nicht ein. In seinem Bestreben, als Reichserzkanzler selbst eine wichtige Rolle in der Reichspolitik zu spielen, ging er bald auf Distanz zum Kaiser, dessen dynastische Interessen dem Königswahlfürsten nicht gefallen konnten. Am 18. Oktober 1785 schloss er sich gar dem fast ausschließlich protestantischen preußischen Fürstenbund an. Doch die großen konfessionellen Gegensätze innerhalb des Bundes und die auf eigene Interessen bedachte Politik Preußens (Machtkampf mit Österreich, Dualismus) machten dieses Vorgehen des Kurfürsten zu einer wenig weitsichtigen Entscheidung.

## Kurfürst Erthal und sein Verhältnis zur Aufklärung
Auch im Domkapitel verlor der Erzbischof zunehmend an Rückhalt. Wie sich nämlich schon bald nach der Wahl herausstellte, war mit Erthal keineswegs das Ende der Aufklärung gekommen. Schon im Dezember 1774 setzte er eine Kommission zur Reform des Landschulwesens ein, die von reformatorischen und gemäßigt aufklärerischen Kräften dominiert war. 1777 kehrte Erthal zur modernen Verwaltung seines Vorgängers zurück und förderte das Armen-, Spital- und Fürsorgewesen. Auch Kirchen- und Universitätspolitik orientierten sich an einer gemäßigten (also nicht radikal rationalistischen) Aufklärung. Zu Gunsten der Universität Mainz, deren Rektor er von 1757 bis 1763 gewesen war, löste er kaum noch bestehende Klöster auf und verwendete deren Vermögen für den Bestand der finanziell gebeutelten Einrichtung. Am 15. November 1781 wurden auch die drei reichsten Mainzer Klöster – Altmünster, Kartause und Reichklara – und ihr gesamtes Vermögen in den neu gegründeten und bis heute bestehenden Universitätsfonds überführt. Maßgeblich hieran beteiligt war sein Weihbischof Johann Valentin Heimes, der im Generalvikariat für die Reform des Bildungswesens zuständig zeichnete.
Spätestens seit 1781 war die Politik Erthals vollends von der Aufklärung geprägt. Er ließ die Universitäten von Mainz und Erfurt nach neuen Ideen reformieren und ein Gesangbuch in deutscher Sprache herausgeben. Politisch versuchte Erthal, die Stellung der Metropoliten zu stärken und eine Annäherung an die Protestanten zu ermöglichen. Fernziel sollte eine katholische deutsche Nationalkirche sein. Solche Erwägungen waren jedoch in der damaligen Zeit nicht durchzusetzen. Die meisten Bischöfe fürchteten den Ausbau der Metropolitangewalt. Bischöfe, die sich hiermit anfreunden konnten, waren Gegner einer Annäherung an den Protestantismus. 1786 gab er dem Schriftsteller Wilhelm Heinse eine Anstellung als Vorleser und später als erzbischöflicher Bibliothekar. 1793 flüchtete Heinse die Privatbibliothek des Kurfürsts in die Aschaffenburger Hofbibliothek 1803 folgte auch die Mainzer Dombibliothek nach Aschaffenburg.
Als Erthal erkannte, dass seine Ziele nicht durchsetzbar waren, verlor er bald das Interesse an der Reichspolitik. Er und der am 5. Juni 1787 zum Koadjutor (mit dem Recht der Nachfolge) gewählte Karl Theodor von Dalberg starteten zwar noch einige Initiativen, doch die Wucht der nun beginnenden Ereignisse drängten diese sämtlich in den Hintergrund. Im Angesicht der Französischen Revolution standen die alten Strukturen unmittelbar vor ihrem Untergang.

## Auswirkungen der Französischen Revolution

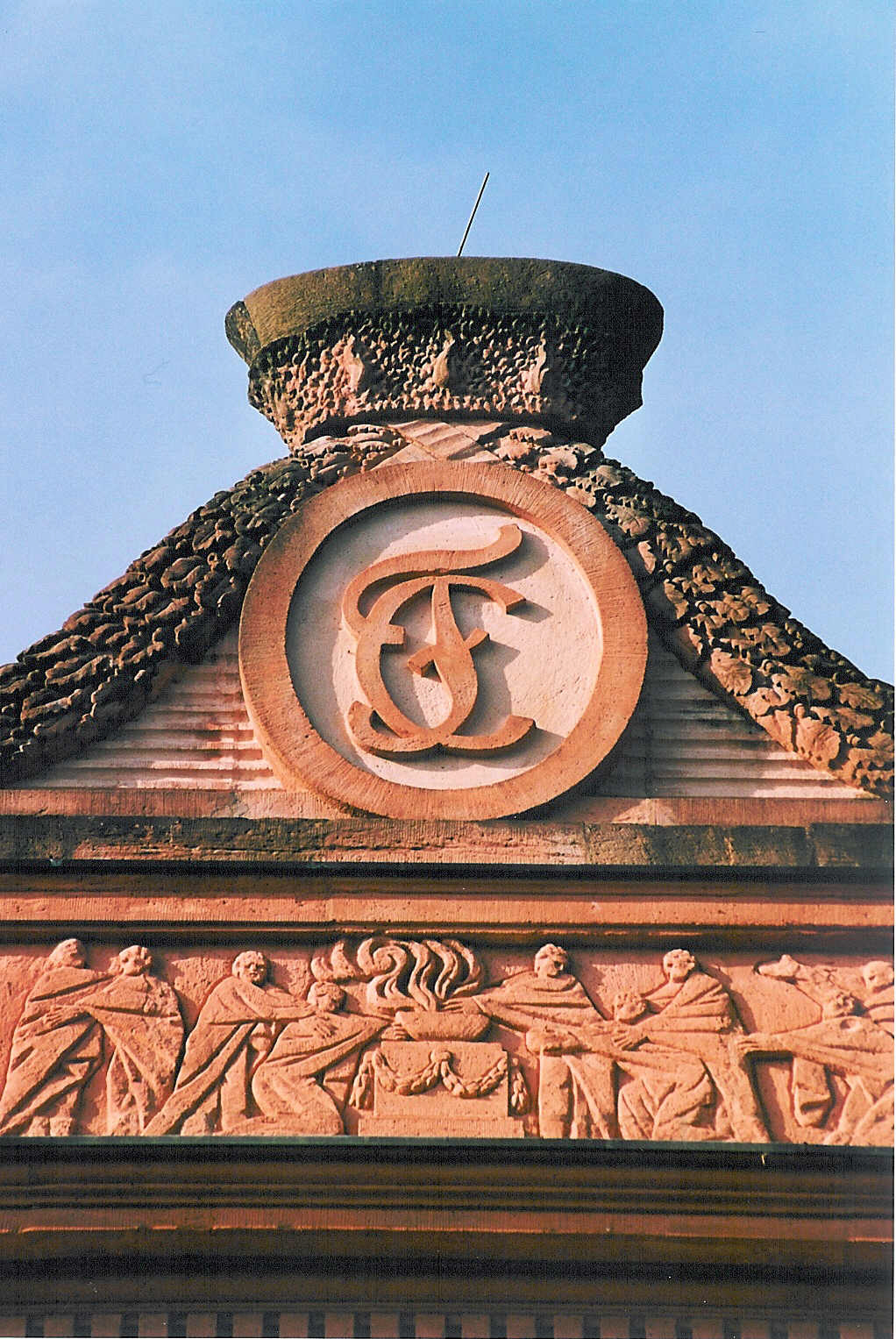
Monogramm von Friedrich Carl von Erthal auf der Fassade von Schloss Schönbusch

1792 erreichte die Revolution Mainz. Im selben Jahr war Kaiser Leopold II. (1790–1792) gestorben. Erthal krönte dessen Nachfolger Franz II., den letzten Kaiser des Heiligen Römischen Reiches in Frankfurt am Main zum König. Anschließend fand in der Mainzer Favorite, der Sommerresidenz der Mainzer Erzbischöfe, der letzte Fürstentag des Reiches statt. Kurz zuvor hatte das Reich dem revolutionären Frankreich den Krieg erklärt. Erthal schloss sich dem Bündnis trotz Warnungen an und leitete damit den Untergang des seit 782 bestehenden Erzbistums und seines Kurstaates ein.
Die Franzosen fielen ins Reich ein; am 22. Oktober 1792 kapitulierte Mainz, Residenz- und Festungsstadt des ranghöchsten Kurfürsten des Reiches, kampflos. Der Erzbischof und das Domkapitel verließen die Stadt. Es brach bis zum Juli 1793 die Zeit der vom Mainzer Jakobinerklub geprägten Mainzer Republik an, die als erste Demokratie auf deutschem Boden gilt.
Der Krieg tobte noch einige Jahre weiter, doch war er für das Reich nicht zu gewinnen. Im Frieden von Campo Formio gestand Österreich Frankreich die Abtretung der linksrheinischen Gebiete zu, zu denen auch Mainz gehörte. Erthal residierte da schon in seiner Zweitresidenz, dem Schloss Johannisburg in Aschaffenburg. Mit dem Konkordat von 1801 reformierte Napoleon mit Billigung des Papstes die linksrheinische Kirche. Das Erzbistum blieb zwar formal erst einmal bestehen, doch faktisch existierte nun das von Napoleon neu umschriebene Bistum Mainz mit Bischof Joseph Ludwig Colmar an der Spitze.
Erthal versuchte daher, wenigstens seinen Kurstaat zu retten, was ihm aber ebenfalls nicht gelang. Die endgültige Auflösung der alten Strukturen durch Exekution des Reichsdeputationshauptschlusses erlebte er jedoch nicht mehr. Am 4. Juli 1802 resignierte er von allen Ämtern und übergab sie Erzbischof Karl Theodor von Dalberg. Wenig später, am 25. Juli 1802 starb Erthal in Aschaffenburg und wurde dort in der Stiftskirche St. Peter und Alexander begraben. Die Grund- und Hauptschule Erthalschule in Leider und eine Straße in Aschaffenburg sind nach ihm benannt, ebenso die Erthalstraße in Mainz und infolgedessen auch die nach dieser in Mainzer Aussprache benannte Schuhcreme Erdal.

## Wappen

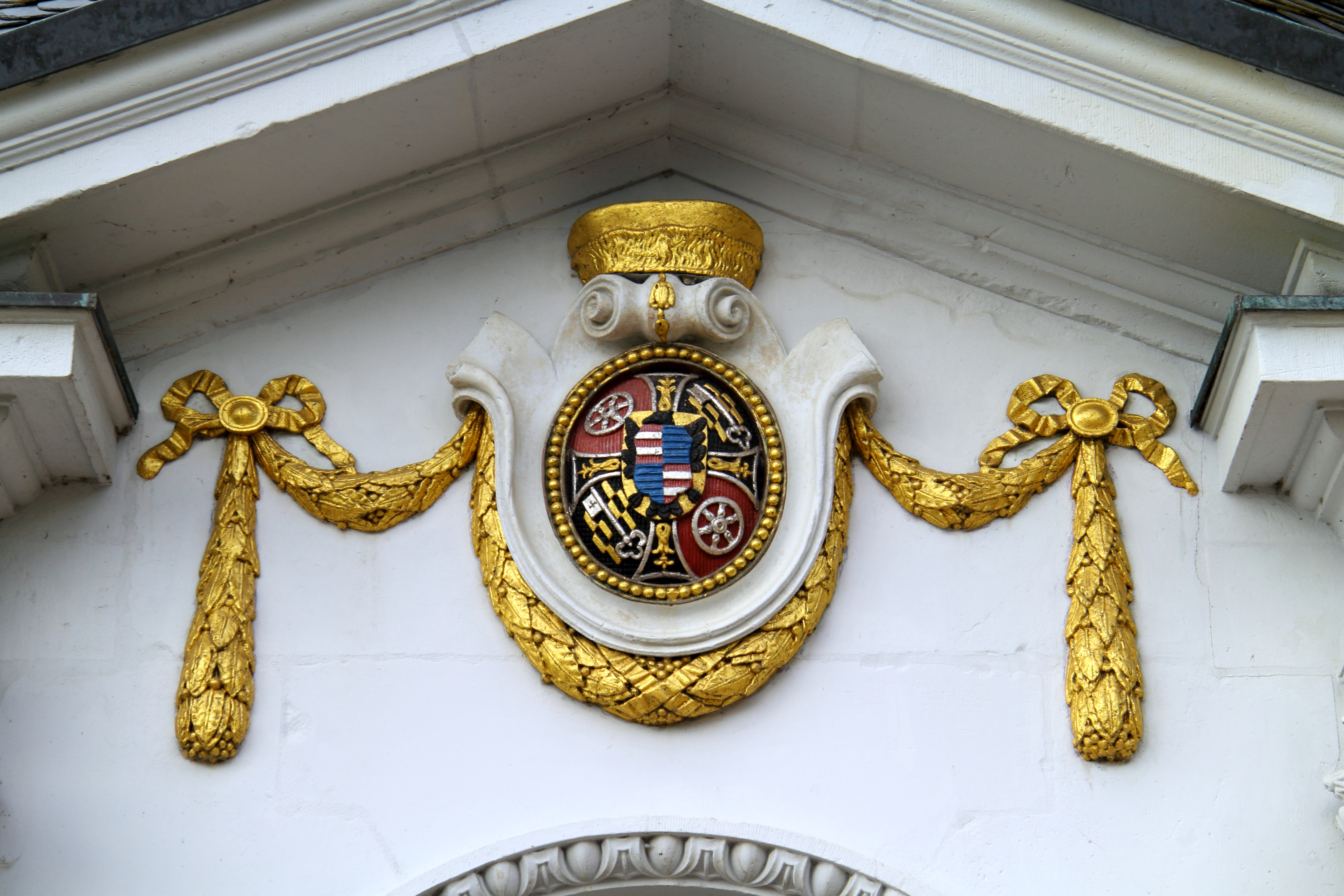
Das Erthalsche Wappen am Frühstückspavillon im Hofgarten von Aschaffenburg

Das Wappen des Kurfürst-Erzbischof von Mainz und Fürstbischof von Worms zeigt durch ein schmalsilbergebordetes schwarzes Kreuz mit einem goldenen Gleven gelegt (Deutschordenskreuz) geviert, in Feld 1 und 4 in Rot ein silbernes Rad (Mainzer Rad) und in 2 und 3 in Schwarz ein schräggelegter silberner Schlüssel, dessen Bart nach rechts zeigt und von goldenen Kreuzen (Schindeln) begleitet wird (Hochstift – Bistum Worms). Der Herzschild, in Gold ein schwarzer silberbewehrter Adler, dieser trägt als Brustschild das Familienwappen; geviert von Rot mit zwei silbernen Balken und Blau.